# Veritate
Veritate (Flamsteed-Bezeichnung: 14 Andromedae, abgekürzt 14 And) ist ein Roter Riese im Sternbild Andromeda, der rund 249 Lichtjahre von der Sonne entfernt ist. Er ist ein Stern 5. Größe und damit bei mondlosem Nachthimmel und ohne Lichtverschmutzung bereits mit dem bloßen Auge zu sehen. Veritate besitzt ein Planetensystem mit mindestens einem bekannten Exoplaneten.

## Namensherkunft
Der mit bloßem Auge eher unauffällige Stern war bis 2015 hauptsächlich unter seiner Flamsteed-Bezeichnung bekannt und besaß keinen historischen Eigennamen. Nach einem öffentlichen Wettbewerb (NameExoWorlds) der Internationalen Astronomischen Union (IAU) zur Namensgebung von Exoplaneten und deren Zentralsternen erhielt 14 Andromedae am 15. Dezember 2015 den offiziellen Namen Veritate, abgeleitet vom lateinischen Wort "Veritas" für "Wahrheit". Der vom Thunder Bay Centre der Royal Astronomical Society of Canada ursprünglich vorgeschlagene Name lautete Veritas, wurde jedoch wegen der Namensgleichheit zum Asteroiden (490) Veritas abgeändert.

## Eigenschaften
Veritate ist ein Roter Riese der Spektralklasse K mit mehr als der doppelten Sonnenmasse und etwa dem elffachen Sonnenradius. Er ist möglicherweise auch ein veränderlicher Stern. In der Vergangenheit wurde er als Hauptreihenstern der Spektralklasse A oder F in einem frühen Entwicklungsstadium eingeordnet.

## Planetensystem
Im Jahr 2008 wurde mittels der Radialgeschwindigkeitsmethode ein den Stern umkreisender Planet mit annähernd der fünffachen Mindestmasse des Jupiter nachgewiesen. Dieser erhielt 2015 durch die IAU den offiziellen Namen Spe.